# Mise sur le marché d'un OGM
La mise sur le marché d'un organisme génétiquement modifié est la mise à disposition de tiers, moyennant paiement ou gratuitement, d'un OGM.
La mise sur le marché d'OGM ou de produit contenant des OGM nécessite selon la législation européenne et française, l'autorisation d'une autorité administrative. À défaut, la personne peut voir sa responsabilité pénale engagée.
Selon la directive communautaire 2001/18/CE, relative à la dissémination volontaire d'organismes génétiquement modifiés dans l'environnement, les opérations suivantes ne sont pas considérées comme une mise sur le marché :
- la mise à disposition de micro-organismes génétiquement modifiés pour des activités régies par la directive 90/219/CEE du Conseil du 23 avril 1990 relative à l'utilisation confinée de micro-organismes génétiquement modifiés, y compris pour des collections de cultures,

- la mise à disposition d'OGM autres que les micro-organismes visés au premier tiret, destinés à être utilisés exclusivement pour des activités faisant l'objet de mesures de confinement rigoureuses appropriées visant à limiter le contact de ces organismes avec l'ensemble de la population et l'environnement et à assurer à ces derniers un niveau élevé de sécurité,

- la mise à disposition d'OGM devant être utilisés exclusivement pour des disséminations volontaires répondant aux exigences énoncées dans la partie B de la directive 2001/18/CE.